# Patillas
Patillas ist eine der 78 Gemeinden von Puerto Rico. Sie liegt im Süden von Puerto Rico. Sie hatte 2019 eine Einwohnerzahl von 15.808 Personen.

## Geografie
Patillas befindet sich an der südöstlichen Küste, südlich von San Lorenzo, westlich von Yabucoa und Maunabo und östlich von Guayama und Arroyo. 

## Geschichte
Bereits 1760 gab es in Patillas eine Ansiedlung. Eine dauerhafte Siedlung entstand jedoch erst, als der Ort 1811 offiziell gegründet wurde. Im Jahr 1841 kamen bei einem Brand in Patillas viele Menschen ums Leben.
Patillas befindet sich an der südöstlichen Küste der Insel Puerto Rico. Mit der Gründung einer Zuckerrohrverarbeitunganlage konnte das landwirtschaftliche Potenzial des Tals genutzt werden. Da diese Niederlassung eine gute Einnahmequelle für die Anwohner darstellte, war sie auch der Hauptgrund für die Gründung der Stadt im Jahr 1811.

## Gliederung
Die Gemeinde ist in 16 Barrios aufgeteilt:
1. Apeadero
2. Bajo
3. Cacao Alto
4. Cacao Bajo
5. Egozcue
6. Guardarraya
7. Jacaboa
8. Jagual
9. Mamey
10. Marín
11. Mulas
12. Muñoz Rivera
13. Patillas barrio-pueblo
14. Pollos
15. Quebrada Arriba
16. Ríos

## Persönlichkeiten
- Angelita Lind (* 1959), Leichtathletin